# خواكين بلوم
خواكين بلوم (بالإسبانية: Joaquín Blume)‏ هو لاعب جمباز فني إسباني، ولد في 21 يونيو 1933 في برشلونة في إسبانيا، وتوفي في 29 أبريل 1959 في هويرتا ديل ماركيسادو في إسبانيا.

## وصلات خارجية
- خواكين بلوم على موقع أوليمبيديا (الإنجليزية)